# زانکت آندرا ام زیکسی
زانکت آندرا ام زیکسی (به آلمانی: Sankt Andrä am Zicksee) یک منطقهٔ مسکونی در اتریش است که در ناحیه نویزیل آم زی واقع شده‌است. زانکت آندرا ام زیکسی ۱٬۳۶۳ نفر جمعیت دارد.